# Jamaikanische Badmintonmeisterschaft 1975
Die Jamaikanische Badmintonmeisterschaft 1975 fand vom 7. bis zum 10. Oktober 1975 in Kingston statt. Es war die 28. Austragung der nationalen Titelkämpfe im Badminton von Jamaika.	Jennifer Haddad gewann dabei ihren vierten Einzeltitel und Georgina Hew mit erst 14 Jahren ihren ersten nationalen Titel.

## Finalergebnisse
| Disziplin    | Sieger                       | Finalist                        | Ergebnis                    |
| ------------ | ---------------------------- | ------------------------------- | --------------------------- |
| Herreneinzel | Richard Wong                 | Keith Palmer                    | 9-15, 15-10, 11-6 (Aufgabe) |
| Dameneinzel  | Jennifer Haddad              | Margaret Parslow                | 11-2, 11-6                  |
| Herrendoppel | Brian Haddad Victor Ziadie   | Keith Palmer Richard Wong       | kampflos                    |
| Damendoppel  | Margaret Parslow Barbara Lai | Jennifer Haddad Norma Haddad    | 15-4, 17-14                 |
| Mixed        | Richard Wong Georgina Hew    | Richard Roberts Jennifer Haddad | 5-15, 15-11, 15-5           |